# منتخب ألمانيا لهوكي الجليد
منتخب ألمانيا لهوكي الجليد هو المنتخب الذي يمثل ألمانيا في منافسات هوكي الجليد، والذي يتم إدارته من قبل إتحاد ألمانيا لهوكي الجليد، وقد كان المنتخب منقسم بعد الحرب العالمية الثانية إلى منتخب ألمانيا الشرقية الوطني لهوكي الجليد ومنتخب ألمانيا الغربية الوطني لهوكي الجليد. فاز بالمركز الثاني في بطولة العالم لهوكي الجليد مرتين، كما فاز بالميدالية الفضية في دورة الألعاب الأولمبية الشتوية 2018، يحتل حالياً التصنيف الثامن على العالم.

## وصلات خارجية
- الموقع الرسمي